# Guerre des six Deniers
 (décembre 2021).
Batailles
Bataille de l'Ochsenscheld
La guerre des Six deniers – Sechs Plappertkrieg en allemand – (1466-1468) est un conflit armé au milieu du XVe siècle, opposant la république de Mulhouse et ses alliés face au Saint-Empire romain germanique. Mulhouse est une riche cité indépendante, située dans le sud de l’Alsace ; elle bénéficie d'un statut particulier et d'une grande autonomie. La dynastie Habsbourg et ses alliés désirent soumettre la cité et trouvent un prétexte fallacieux pour déclarer la guerre. La république de Mulhouse et ses alliés suisses écraseront totalement la coalition levée contre eux.

## Déroulement
Le casus belli et Hermann Klee.
Le casus belli est la dette ridicule que doit la cité à Hermann Klee, un simple meunier. Le meunier se plaindra des six deniers manquant à sa bourse à son seigneur Pierre de Réguisheim. Prétexte parfait : le seigneur d'Eguisheim s'allie à d'autres nobles et part en guerre.  
Mulhouse à la recherche d'alliés.
La République de Mulhouse, membre de la Décapole (depuis 1354) est abandonnée par ses alliés. Seuls contre tous les Mulhousiens courageux n'abandonnent pas. Une alliance est cherchée en vitesse auprès des cantons de Berne et de Soleure, l'alliance militaire avec les Suisses équilibre les forces, mais enterre définitivement les liens avec le Saint Empire. Mulhouse avec cette alliance de circonstance coupe tout lien avec l'empire, la cité alémanique divorce définitivement avec l'autre rive du Rhin en faveur des Cantons suisses.  
Victoire totale
Mulhouse et ses alliés détruisent littéralement la coalition contre elle. Le 6 juillet 1468 la plaine de l'Ochsenfeld voit s'affronter les deux armées et la victoire de la République. Certaines cités alsaciennes par peur de représailles mulhousiennes rejoignent son camp, dont Turckheim et Kaysersberg. Les forteresses d'Eguisheim et de Hattstatt sont rasées, et Hermann Klee massacré. 
La paix est signée et Pierre d'Eguisheim et les nobles se voient contraints de dédommager la cité de Mulhouse. Toutefois le conflit ne s'arrête pas là, les populations d'Illzach et de Modenheim sont pillées et incendiées par la noblesse sundgauvienne récalcitrante.
Frédéric III est impuissant à l'extrême Ouest de son empire et ne parvient pas à arrêter le conflit. Mulhouse ne fait plus partie de l'Empire et les villes de Fribourg, Neuenburg et Brisach s'allient à la noblesse du Sundgau. Le conflit est relancé. Les nobles forts de cette nouvelle alliances avec les Allemands encerclent Mulhouse et l'assiègent. Les Suisses lèvent alors des contingents de plusieurs milliers d'hommes, les Bernois et les Mulhousiens ensemble écrasèrent la coalition et pendant 15 jours pillèrent, massacrèrent et incendièrent toute la Haute-Alsace. Une centaine de villages en cendres, une dizaine de forteresses assiégées et détruites. Victoire totale de Mulhouse et ses alliés. Sigismond d'Autriche signe la paix de Waldshut en 1468 et réaffirme les libertés et droits de la ville. L'Archiduc d'Autriche dut dédommager financièrement les villes concernées.
Les nouveaux alliés renforcent leurs liens.
Ce conflit permet à Mulhouse de s'affranchir du giron du Saint Empire mais aussi est l'occasion de créer une grande et puissante alliance avec les Cantons suisses. En effet dès 1515 une alliance perpétuelle avec les Cantons suisses garantit sa souveraineté. Cette alliance mènera un contingent d'une quinzaine d'hommes de la République à combattre pour le pape contre François Ier lors de la bataille de Marignan. Et malgré la défaite le souverain pontife offrira à la ville une oriflamme en remerciement de leur courage et abnégation au combat. Cette alliance permit aussi à la jeune république d'être épargnée par la terribles guerre de Trente Ans touchant durement l'Alsace. Rappelons les exactions des troupes hongroise et suédoises dans la région.